# Holma Hamnholmen
Holma Hamnholmen är en ö i Finland. Den ligger i Skärgårdshavet och i kommunen Kimitoön i den ekonomiska regionen  Åboland i landskapet Egentliga Finland, i den sydvästra delen av landet. Ön ligger omkring 64 kilometer söder om Åbo och omkring 150 kilometer väster om Helsingfors.
Öns area är 16,9 hektar och dess största längd är 0,7 kilometer i öst-västlig riktning. Ön höjer sig omkring 30 meter över havsytan.